# Даммерс, Вессел
Вессел Даммерс (нидерл. Wessel Dammers; родился 1 марта 1995 года, Аудеркерк-ан-ден-Эйссел, Нидерланды) — нидерландский футболист, защитник датского клуба «Раннерс».

## Клубная карьера
Вессел Даммерс является воспитанником футбольного клуба «Фейеноорд». За клуб дебютировал в матче Лиги Европы УЕФА 2014/15 против «Стандарда». 25 августа 2015 был отдан в аренду в «Камбюр». За клуб дебютировал в матче против «Витесса». В матче против АЗ получил две жёлтых карточки. Всего за «Камбюр» сыграл 19 матчей, где получил две жёлтые карточки. Свой второй и последний матч за «Фейеноорд» сыграл против «Манчестер Юнайтед».
10 июля 2017 года перешёл в «Фортуна Ситтард». За клуб дебютировал в матче против «Дордрехта». Свой первый гол забил в ворота «Телстара». В матче против «Гоу Эхед Иглз» оформил дубль за две минуты. 10 января 2019 года получил разрыв крестообразной связки и выбыл до конца 2019 года. Всего за «Фортуна Ситтард» сыграл 72 матча, где забил пять мячей.
1 июля 2020 года перешёл в «Гронинген» на правах свободного агента. За клуб дебютировал в матче против ПСВ. Матч с «Виллем II» пропустил из-за дисквалификации. Свой первый гол забил в ворота роттердамской «Спарты». Из-за неизвестных повреждений пропустил пять матчей: три в сезоне 2020/21 и два в сезоне 2021/22. 29 января 2022 года был арендован «Виллем II». За клуб дебютировал в матче против «Валвейка». Свой первый гол забил в ворота «Хераклес». Всего в аренде за «Виллем II» сыграл 14 матчей, где забил гол.
24 августа 2022 года вернулся в «Виллем II», подписав с клубом трёхлетний контракт.
Летом 2023 года перешёл в датский «Раннерс».

## Карьера в сборной
Играл за различные молодёжные сборные Нидерландов. Всего сыграл 12 матчей, где забил гол.